# Colpichthys
Colpichthys is een geslacht van straalvinnige vissen uit de familie van Atherinidae.

## Soorten
- Colpichthys hubbsi Crabtree, 1989
- Colpichthys regis (Jenkins & Evermann, 1889)